# 井原鉄道

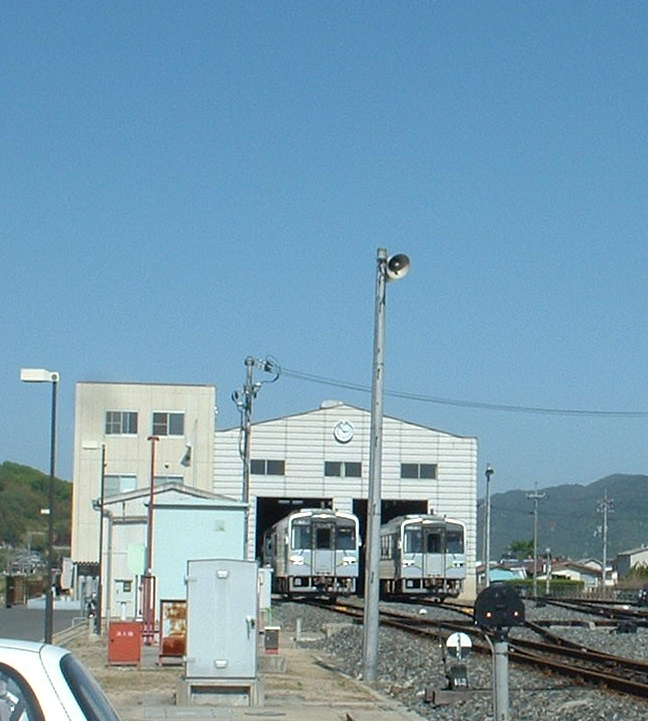
本社車両基地

井原鉄道株式会社（いばらてつどう）は、岡山県井原市に本社を置き、岡山県と広島県で旧日本鉄道建設公団建設線であった鉄道路線井原線を運営している第三セクター鉄道会社である。岡山県、広島県、関係7市町および、地元有力企業や関係団体等71事業所（井笠鉄道・鞆鉄道・中国バス等）が出資している。

## 歴史
- 1986年（昭和61年）12月1日 - 会社設立。
- 1999年（平成11年）1月11日 - 井原線開業[3]。
- 2003年（平成15年）度 - 上下分離方式導入。
- 2005年（平成17年）
  - 1月11日 - 開業6周年を記念し、100円で井原線全線を利用できるワンコインデーを実施。以後2016年までの毎年1月（開業記念日の11日、または開業記念日に近い日曜日）に実施。
  - 10月5日 - 「地域主導による駅利用の開発と地域交流事業の促進」で、第4回「日本鉄道賞」（「地域活性化に貢献する個性あふれる駅づくり」部門）を受賞。
- 2017年（平成29年）1月8日 - ワンコインデーに代わり「井原線感謝デー」を開催[4]。
- 2023年（令和5年）
  - 3月 - 全15駅の駅名標をリニューアル[5]。
  - 8月 - 全15駅のホーム柱の駅名標（縦型）をリニューアル[6][7][8]。

## 路線
- 井原線 : 総社駅 - 神辺駅 41.7 km
  - このうち総社 - 清音間 3.4 km はJR西日本の伯備線との共用区間で、JR西日本が第1種鉄道事業者、井原鉄道が第2種鉄道事業者である。また朝・昼・夕に各1本ずつ神辺駅からJR福塩線に乗り入れて福山駅まで直通する列車の設定がある。

## 車両
- IRT355形 - タイプによって、0番台（基本番台）、100番台、200番台に分けられる。

## 運賃
大人普通旅客運賃（小児半額・10円未満切り上げ）。2019年10月1日改定。
なお、井原鉄道井原線の一部列車は、清音駅で折り返す列車があり、総社駅 - 川辺宿駅以遠間を利用する場合は中間改札がある清音駅で伯備線との乗り継ぎが必要だが、この場合も通算運賃が適用される。
| キロ程         | 運賃（円） |
| -------------- | ---------- |
| 初乗り1 - 3 km | 210        |
| 4 - 6          | 280        |
| 7 - 9          | 360        |
| 10 - 12        | 430        |
| 13 - 15        | 500        |
| 16 - 19        | 590        |
| 20 - 23        | 670        |
| 24 - 27        | 750        |
| 28 - 31        | 840        |
| 32 - 36        | 930        |
| 36 - 41        | 1,030      |
| 42             | 1,120      |
特定運賃
JR西日本との共用区間である総社駅 - 清音駅間は下表の特定運賃が適用される（小児半額・10円未満切り捨て。2019年10月1日改定）。これは、両社の運賃（JR190円・井原鉄道280円）を比較して、安い方の運賃を採用しているためである。
なお、この区間において井原鉄道井原線の列車では、JRの発行する伯備線経由の定期券・回数券・青春18きっぷなどの特別企画乗車券（「吉備之国くまなくおでかけパス」など井原鉄道が有効な区間に含まれる切符を除く）・株主優待割引券およびICOCAなどの交通系ICカードは使用できない。逆に、井原鉄道の「スーパーホリデーパス」（休日に井原線全線が1日乗り放題となるきっぷ）で、伯備線の列車に乗車することはできない。
| 特定区間    | キロ程 | 運賃（円） |
| ----------- | ------ | ---------- |
| 総社 - 清音 | 4 km   | 190        |
ICカード乗車券は使用不可で、運賃は現金払いのみであるが、連絡運輸範囲のJR各駅や、井原鉄道と契約を結んでいる旅行代理店で乗車券を購入する場合は、クレジットカードが使用できる。

### JR西日本との連絡運輸
総社駅接続・清音駅接続の場合、いずれも当社線（井原線）内の発着駅は川辺宿駅以西のものに限る。
通過連絡運輸は適用されないため、JR西日本線から当社線を経由して、再びJR西日本線へ乗車する場合の運賃は、初乗り運賃が適用される。みどりの窓口等で購入する場合は、連絡運輸範囲であれば乗車券は1枚で発券され、クレジットカードで支払うことが可能。
総社駅接続となる場合
- 吉備線 備前三門駅以西の各駅発着となるもの
  - 井原鉄道では上記の扱いとしているが、JR各社の連絡運輸規則では岡山駅発着分の発売可否について明確にされていない。

清音駅接続となる場合
以下の駅を発着とし、JR線の経路が倉敷駅・伯備線経由となるもの
- 東海道線 大阪市内・神戸市内（普通乗車券のみ）
- 山陽線 朝霧駅 - 広島駅間（定期券は三石駅 - 糸崎駅間のみ）
  - JR各社の連絡運輸規則では、清音駅接続・神辺駅接続ともに広島市内各駅（山陽線 新白島駅 - 五日市駅間・芸備線 矢賀駅 - 井原市駅間・可部線全駅）も対象としている。

- 伯備線 豪渓駅 - 新見駅間
- 津山線、宇野線、本四備讃線の各駅
- 赤穂線、呉線の各駅（定期券は赤穂線寒河駅 - 大多羅駅間のみ）

神辺駅接続となる場合
以下の駅を発着とし、JR線の経路が福山駅・福塩線経由となるもの
- 東海道線 大阪市内・神戸市内（普通乗車券のみ）
- 山陽線 朝霧駅 - 広島駅間（定期券は三石駅 - 広島駅間のみ）
- 福塩線 備後本庄駅 - 府中駅間
- 呉線各駅発着

水島臨海鉄道との3社連絡（定期乗車券のみ）
- 倉敷駅・倉敷市駅（徒歩連絡）を経由して井原鉄道・JR西日本・水島臨海鉄道 球場前駅 - 三菱自工前駅間の3社連絡定期券が購入可能

山陽新幹線については厳密には連絡運輸範囲に含まれていないものの、選択乗車扱いが適用されるため、JR各駅（または各種インターネット予約）や旅行代理店で別途特急券を購入することで乗車可能だが、新神戸駅・新尾道駅・東広島駅発着についてはそれぞれ神戸駅（神辺駅接続の場合は特定都区市内発着が適用され神戸市内発着）・尾道駅・西条駅発着で代用することになる。
連絡運輸とならない区間や新幹線などの特急券を含む場合は、前売りに限り井原駅窓口において旅行代理業部門『レールツアーズいばら』（岡山県知事登録旅行業）としての扱いでJR券の取次販売を行うことがある（この場合、井原鉄道の乗車券は別途発行）。

### その他の料金
- 競技用だけでなく、一般の折り畳み自転車の車内持込の際も、手回り品料金260円が必要である。なお、主要駅にはレンタサイクルを備えている。
- 2016年まで毎年1月の開業記念日（またはその近くの日曜日）は、井原鉄道線内（総社駅 - 神辺駅間）が1乗車100円で利用できる「ワンコインデー」であった。2015年は開業記念日の1月11日が日曜日に該当し、臨時列車で初めて通過駅のある列車が設定された。
- 2017年から毎年1月の開業記念日近くの日曜日（2017年は1月8日）には「井原線感謝デー」が開催され、当日井原鉄道線内が終日乗降自由の「井原線1日乗り放題切符」が大人500円・小児300円で発売されている[4][12]。